# Holger Tapper
Holger Tapper (* 1972 in Emden) ist ein deutscher Moderator.

## Werdegang
Tapper arbeitete im Jugendalter mit im Team der Schülerzeitung der Herrentorschule Emden. Nach seiner Schulausbildung absolvierte er ein Praktikum beim baden-württembergischen Lokalsender Radio Merkur.
Seine eigentliche Karriere begann im Rahmen seines Studiums in Leipzig 1995 mit einem Praktikum bei Radio SAW in Magdeburg, wo er ab 1997 auch gemeinsam mit Volker Haidt die Morgensendung Muckefuck moderierte. Am 1. April 2009 wechselte er an das Funkhaus Halle zu Radio Brocken. Nach dem Wechsel moderierte er dort jeden Morgen Tapper & Co. – Die Radio Brocken Morgenshow. 2012 absolvierte er eine 360 km lange und 113 Stunden dauernde Tretbootfahrt durch Sachsen-Anhalt von Nebra (Unstrut) nach Havelberg über Unstrut, Saale und Elbe.
2016 war er gemeinsam mit Armin Braun mit der Radioaktion 1000 Gründe für Sachsen-Anhalt für den Deutschen Radiopreis nominiert. Im Oktober 2017 wechselte Tapper zurück zu Radio SAW und übernahm zum 16. Oktober 2017 die Muckefuck-Morgenshow.
Neben seiner Radiomoderation ist Tapper auch bei Veranstaltungen als Moderator aktiv, so auch bei den Pyro Games 2013 im Ferropolis.